# ممساح

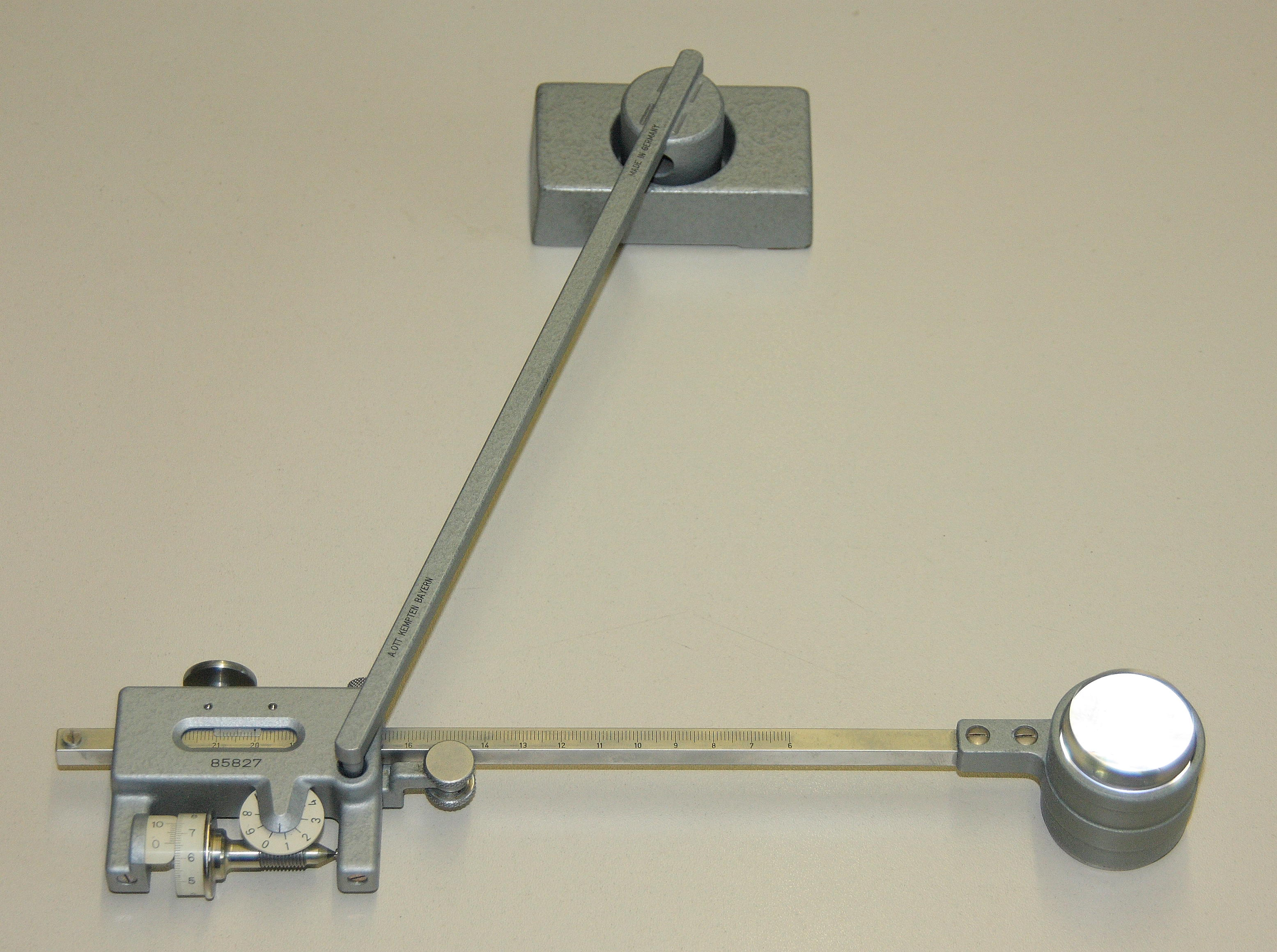
ممساح قطبي

المِمساح (بالإنجليزية: Planimeter)‏ هو أداة للقياس الميكانيكي المباشر للمساحات على الخطط والخرائط وما إلى ذلك، من خلال تتبع المحيط بطرف ذراع مفصلية.